# Moidja
 (février 2016).
Si vous disposez d'ouvrages ou d'articles de référence ou si vous connaissez des sites web de qualité traitant du thème abordé ici, merci de compléter l'article en donnant les références utiles à sa vérifiabilité et en les liant à la section « Notes et références ».
Moidja est une ville de l'union des Comores, située sur la côte nord-est de l'ile de Grande Comore sur le plateau de La Grille, dans la préfecture de Hamahamet-Mboinkou.
La ville est la deuxième plus grande ville de la préfecture de Hamahamet-Mboinkou après la ville de Mbéni, sa population est estimée en 2015 à 4 441 personnes ; elle est aussi la première plus grande ville de la commune Nyuma Mro.[réf. nécessaire]
Dans le domaine de la communication, la ville de Moidja a lancé sa propre station de Radio appelée Radio Maleze et sa propre TV appelée Maleze TV.[réf. nécessaire]